# Alemania Occidental en los Juegos Paralímpicos de Geilo 1980
Alemania Occidental estuvo representada en los Juegos Paralímpicos de Geilo 1980 por un total de 38 deportistas, 29 hombres y nueve mujeres.

## Medallistas
El equipo paralímpico obtuvo las siguientes medallas:
| Nombre                                                          | Deporte        | Evento                             |
| --------------------------------------------------------------- | -------------- | ---------------------------------- |
| Oro                                                             |                |                                    |
| Annemie Schneider                                               | Esquí alpino   | Eslalon 1A femenino                |
| Annemie Schneider                                               | Esquí alpino   | Eslalon gigante 1A femenino        |
| Sabine Barisch                                                  | Esquí alpino   | Eslalon 3B femenino                |
| Plata                                                           |                |                                    |
| Sabine Barisch                                                  | Esquí alpino   | Eslalon gigante 3B femenino        |
| Niko Moll                                                       | Esquí alpino   | Eslalon 3B masculino               |
| Dorothea Neuweiler                                              | Esquí de fondo | 10 km distancia media 3A femenino  |
| Franz Sliwinski                                                 | Esquí de fondo | 5 km distancia corta 2B masculino  |
| Franz Sliwinski                                                 | Esquí de fondo | 10 km distancia media 2B masculino |
| Hermann Heckel Helmut Kaidisch Alfred Kauffmann Siegfried Loose | Esquí de fondo | 4 × 5 km 1A+2A masculino           |
| Bronce                                                          |                |                                    |
| Reinhild Möller                                                 | Esquí alpino   | Eslalon 2A femenino                |
| Evelyn Werner                                                   | Esquí alpino   | Eslalon 3B femenino                |
| Sabine Stiefbold                                                | Esquí alpino   | Eslalon gigante 3B femenino        |
| Hans Strasser                                                   | Esquí alpino   | Eslalon 1A masculino               |
| Mathias Berger                                                  | Esquí alpino   | Eslalon 3B masculino               |
| Theo Feger                                                      | Esquí alpino   | Eslalon gigante 3A masculino       |
| Niko Moll                                                       | Esquí alpino   | Eslalon gigante 3B masculino       |
| Adolf Fritsche                                                  | Esquí de fondo | 5 km distancia corta 3B masculino  |
| Otto Faller Adolf Fritsche Walter Klenk Ludwig Wagner           | Esquí de fondo | 4 × 5 km 3A-3B masculino           |